# Binczarowa
Binczarowa (j. łemkowski Білцарева) – wieś w Polsce położona w województwie małopolskim, w powiecie nowosądeckim, w gminie Grybów w dolinie Binczarki.
| SIMC    | Nazwa           | Rodzaj    |
| ------- | --------------- | --------- |
| 0426839 | Pod Zalarką     | część wsi |
| 0426845 | Spod Madynianki | część wsi |

Wieś została założona przez Kazimierza Wielkiego w 1365 r. Wieś królewska Bielczarowa, położona w drugiej połowie XVI wieku w powiecie sądeckim województwa krakowskiego, należała do tenuty grybowskiej. Powierzchnia wsi wynosi 13,28 km², a gęstość zaludnienia 107,7 os./km².
W latach 1975–1998 miejscowość administracyjnie należała do województwa nowosądeckiego.

## Oświata
- Szkoła Podstawowa im. Adama Mickiewicza w Binczarowej[7].

## Zabytki
Obiekty wpisane do rejestru zabytków nieruchomych województwa małopolskiego.
- Cerkiew pw. św. Dymitra, obecnie kościół.
Cerkiew z 1760 r. Wewnątrz zachowana większa część wyposażenia. W latach 30. XX w. we wsi powstała druga cerkiew – prawosławna, zniszczona po 1947 r.
- Cmentarz nr 127 z czasów I wojny światowej i parafialny.

## Ochotnicza straż pożarna
Ochotnicza Straż Pożarna w Binczarowej powstała w 1949 roku. Jednostka ma na wyposażeniu samochód pożarniczy Steyr 791.